# Комшилук (ТВ серија)
Комшилук (слч. Susedia) словачка је телевизијска серија. Прва сезона серије је снимљена у Дому културе у насељу Дубравка у Братислави, а друга у студију „Колиба“ у Братислави. Првобитно, серија је требало да има само једну сезону и да се емитује у децембру 2006, али због добре гледаности снимљена је и друга сезона, а затим и трећа у септембру 2007. године.

## Синопсис
У стан поред брачног пара Франтишека и Зузане Стромокоцура, усељавају се Илдико и њен супруг Ласло Комаром. На почетку нико од њих одушевљен ситуацијом у којој су се нашли. Узбуђена је само неудата комшиница Марта, која то види као прилику да пронађе мужа.
Занимљивост серија је зато што приказује људе који, истина, живе једни поред других, али се темпераментом, уверењима и животним стилом прилично разликују. Заједно проживљавају комичне ситуације које произилазе из низа случајности и полемика које доноси живот.

## Улоге
| Глумац            | Улога                 |
| ----------------- | --------------------- |
| Петер Марцин      | Франтишек Стромокоцур |
| Андреј Краус      | Ласло Комаром         |
| Зузана Тлучкова   | Зузана Стромокоцур    |
| Викторија Ракова  | Илдико Комаром        |
| Марта Сладечекова | Марта Сладка          |
| Кристина Пирова   | Милка Стромокоцур     |
| Томаш Мајлатх     | Гергељ                |